# 131e division d'infanterie (Allemagne)
La  131e division d'infanterie  (en allemand : 131. Infanterie-Division ou 131. ID) est une des divisions d'infanterie de la Wehrmacht durant la Seconde Guerre mondiale.

## Historique
La 131. Infanterie-Division est formée en octobre 1940 en tant qu'élément de la 11. welle (11e vague de mobilisation).
Elle est détruite sur le front de l'Est en février 1945.

## Organisation

### Commandants
| Date                               | Grade                    | Commandant             |
| ---------------------------------- | ------------------------ | ---------------------- |
| 1er octobre 1940 - 10 janvier 1944 | General der Artillerie   | Heinrich Meyer-Bürdorf |
| 10 janvier 1944 - 28 octobre 1944  | Generalleutnant          | Friedrich Weber        |
| 28 octobre 1944 - ? février 1944   | Generalmajor der Reserve | Werner Schulze         |

### Officiers d'opérations (Generalstabsoffiziere (Ia))
| Date                              | Grade          | Commandant              |
| --------------------------------- | -------------- | ----------------------- |
| 5 octobre 1940 - 18 décembre 1941 | Major          | Fritz Merker            |
| 18 décembre 1941 - 30 juin 1944   | Oberstleutnant | Günther von Steinsdorff |
| 30 juin 1944 - 1er février 1945   | Major          | Nette                   |
| 1er février 1945 - fin avril 1945 | Major          | Bärwinkel               |

## Théâtres d'opérations
- Allemagne : octobre 1940 - Juin 1941
- Front de l'Est, secteur Centre : juin 1941 - Juillet 1943
  - 1941 - 1942 : opération Barbarossa
    - 22 octobre 1941 au 22 janvier 1942 : bataille de Moscou
- Front de l'Est, secteur Sud : juillet 1943 - septembre 1943
- Front de l'Est, secteur Centre : septembre 1943 - janvier 1945
- Prusse orientale : janvier 1945 - février 1945

## Ordres de bataille
1940
- Infanterie-Regiment 431
- Infanterie-Regiment 432
- Infanterie-Regiment 434
- Artillerie-Regiment 131
- Pionier-Bataillon 131
- Panzerjäger-Abteilung 131
- Aufklärungs-Abteilung 131
- Divisions-Nachrichten-Abteilung 131
- Divisions-Nachschubführer 131

1943
- Grenadier-Regiment 431
- Grenadier-Regiment 434
- Divisions-Bataillon 131
- Artillerie-Regiment 131
- Pionier-Bataillon 131
- Feldersatz-Bataillon 131
- Panzerjäger-Abteilung 131
- Divisions-Nachrichten-Abteilung 131
- Divisions-Nachschubführer 131

1944
- Grenadier-Regiment 431
- Grenadier-Regiment 432
- Grenadier-Regiment 434
- Füsilier-Bataillon 131
- Artillerie-Regiment 131
- Feldersatz-Bataillon 131
- Pionier-Bataillon 131
- Panzerjäger-Abteilung 131
- Divisions-Nachrichten-Abteilung 131
- Divisions-Nachschubführer 131

## Décorations
Certains membres de cette division se sont fait décorer pour faits d'armes :
- Agrafe de la liste d'honneur
  - 37
- Croix allemande en Or
  - 91
- Croix de chevalier de la Croix de fer
  - 21